# Societad Retorumantscha
Die Societad Retorumantscha (rätoromanisch für Rätoromanische Gesellschaft, SRR) ist eine kulturelle Organisation im Kanton Graubünden.
Gegründet wurde sie 1885 auf Anregung durch Gion Antoni Bühler. Sie hat ihren Sitz in Chur.
Die Societad Retorumantscha sammelt romanische Quellentexte und neuere Untersuchungen zur Sprachgeschichte des Rätoromanischen. Sie publiziert seit 1886 im Jahrbuch Annalas da la Societad Retorumantscha linguistische, literaturgeschichtliche und volkskundliche Arbeiten.
Seit 1904 ist sie zudem als Trägerverein für die Herausgabe des Dicziunari Rumantsch Grischun (DRG) verantwortlich.